# Lale (Foho-Ai-Lico)
Lale ist eine osttimoresische Siedlung im Suco Foho-Ai-Lico (Verwaltungsamt Hato-Udo, Gemeinde Ainaro).
Das Dorf befindet sich im Süden der Aldeia Lebo-Mera auf einer Meereshöhe von 184 m. Nördlich liegt das Dorf Lebo-Mera, westlich das Dorf Bekumu und südlich die Siedlung Bemalai. Östlich von Lale fließt der Caraulun, der Grenzfluss zum Suco Betano.